# Yanukismo
Yanukismo (em ucraniano:  янукізм) é um termo ucraniano para diferentes erros linguísticos e erros que os políticos ucranianos cometem. O fenómeno leva o nome do ex-presidente Viktor Yanukovych, que tentava passar uma imagem de homem culto, contudo acabou por se envergonhar devido a inúmeros erros.
Um dos exemplos mais conhecidos de Yanukismo é provavelmente o proffessor (em ucraniano:  проффесор), que começou quando Yanukovych digitou incorretamente o título académico no seu formulário de registo durante a eleição presidencial de 2004. Da mesma forma, Yanukovych cometeu um total de 12 erros diferentes: ele digitou incorretamente os nomes da sua esposa e da sua cidade natal. Além disso, Yanukovych cometeu tantos outros erros que o seu doutorado em economia foi questionado. Além disso, o facto de Yanukovych estar entre os autores mais vendidos da Ucrânia no início de 2010 levantou questões sobre o verdadeiro autor dos seus livros devido a todos os seus erros anteriores.

## Exemplos de yanukismos
| Yanukismo                                                                            | explicação | Ref.  |
| ------------------------------------------------------------------------------------ | --- | ----- |
| проффесор (proffessor)                                                               | extra ф (f) | [ 2 ] |
| Bem-vindo em Ucrânia!                                                                | preposição errada (em em vez de à); Yanukovych disse isso durante uma visita de Estado ao Japão em 2011                           | [ 5 ] |
| Isaak Bebel                                                                          | Yanukovych confundiu o autor ucraniano Isaac Babel com o político alemão August Bebel                                             | [ 6 ] |
| йолка                                                                                | significa 'uma árvore de Natal'. O termo ucraniano correto é ялинка (yalynka), que Yanukovych esqueceu.                           | [ 5 ] |
| прємьєр-міністр (primeiro-ministr)                                                   | ortografia correta: прем'єр-міністр, significa 'um primeiro-ministro'                                                             | [ 2 ] |
| курасани (kurasany)                                                                  | ortografia correta: круасани (kruasany), significa 'um croissant'                                                                 | [ 7 ] |
| Secretário-geral Clinton                                                             | ao se encontrar com Hillary Clinton, Yanukovych erroneamente a intitulou como 'Secretária-geral' em vez de 'Secretária de Estado' | [ 6 ] |
| Pessoas de Lviv são "o melhor genocídio do país"                                     | Yanukovych misturou as palavras para fundo genético (генофонд , henofond) e genocídio (геноцид, henotsyd)                         | [ 8 ] |
| Ana Akhmetova                                                                        | ortografia correta: Akhmatova | [ 6 ] |
| "quando você vê com as suas próprias mãos (--) você toca com os seus próprios olhos" | Yanukovych descreve relatórios de governadores regionais                                                                          | [ 9 ] |

Yanukismos também podem manifestar-se por erros factuais em vez de erros de ortografia ou outros erros de linguagem. Yanukovych disse, entre outras coisas, que o Monte Atos está localizado na Palestina (na verdade, encontra-se na Grécia), chamou os Jogos Olímpicos de Inverno de 2022 de 'um campeonato mundial' e disse que Israel é um país europeu.